# Vendranges
Vendranges é uma comuna francesa na região administrativa de Auvérnia-Ródano-Alpes, no departamento de Loire. Estende-se por uma área de 11,14 km². Em 2010 a comuna tinha 379 habitantes (densidade: 34 hab./km²).